# Music Fund

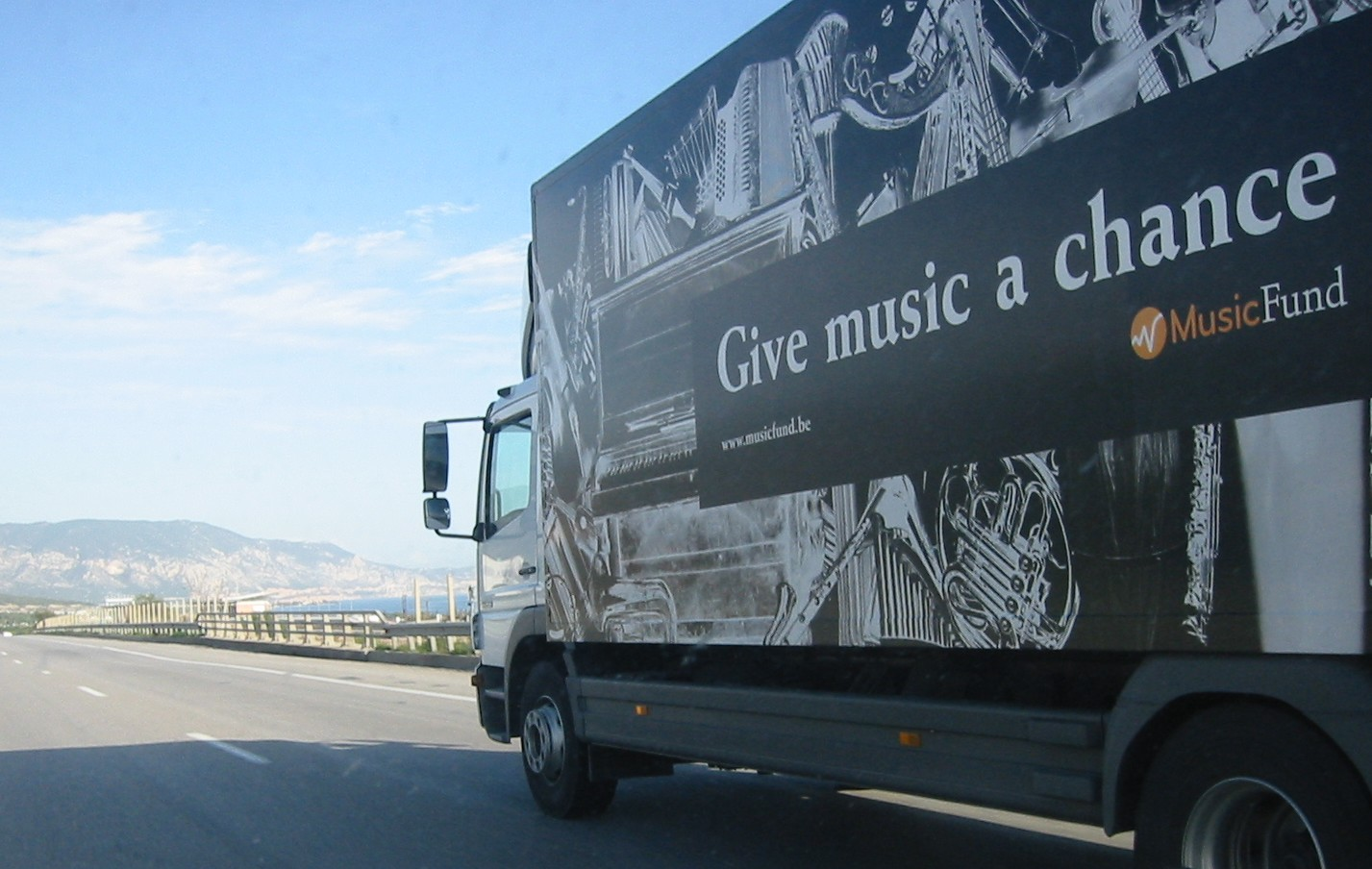

Music Fund faz a coleta de instrumentos musicais e organiza as formações para reparadores dos mesmos, nos países em conflito ou em vias de desenvolvimento, desde 2005.
O Music Fund nasceu de uma sinergia entre uma ONG, Oxfam-Solidarité e um grupo de músicos, Ictus. 
Foi em 2005, um ano depois da sua criação, que o Music Fund organizou a primeira coleta de instrumentos musicais. Desde o primeiro momento, a iniciativa, encontrou um grande sucesso e foram recolhidos mais de 500 instrumentos musicais de todos os tipos. Meses depois, em dezembro de 2005, foi organizado o primeiro transporte dos instrumentos e encaminhados para a Palestina e Israel.  A operação foi um verdadeiro sucesso. Incentivada por esse sucesso, a operação repetiu-se nos anos seguintes, desta vez em benefício do Congo (Kinshasa) e de Moçambique (Maputo). 
A falta de instrumentos musicais nesses países, continua a ser um problema crucial. É por esse motivo que são regularmente organizadas coletas destes materiais a favor do Music Fund por toda a Europa. 
Os instrumentos recolhidos são posteriormente restaurados e distribuídos nas escolas que participam como parceiras. 
A segunda prioridade do Music Fund consiste na conservação e manutenção dos instrumentos.  Essas ações são oferecidas às formações no seio das diversas escolas de música parceiras, sob a forma de estágios ou de oficinas. No âmbito de formações de aperfeiçoamento, os estudantes que tiverem obtido uma bolsa de estudos são enviados para uma escola especializada, durante um período mais longo, para participarem de estágios ou oficinas de especialistas parceiros do Music Fund na Europa.
Os conhecimentos adquiridos nestas formações permitem aos formandos assegurar a conservação e manutenção dos instrumentos oferecidos, garantindo a continuidade das ações empreendidas pelo Music Fund. Com efeito, é no coração destas regiões e nas mãos dos seus habitantes que repousa a perenidade deste projeto.